# Calçats Estarelles
Calçats Estarelles és la sabateria més antiga de Palma, ubicada al carrer de Colom, núm. 13. Va ser fundada l'any 1916, a la planta baixa d’un edifici d’habitatges plurifamiliars de més de dues alçades, pels artesans Miquel Estarellas i Margarita Perelló. Després de la mort de Miquel, el negoci va ser gestionat pel seu fill Sebastià Estarellas. El 2025, la botiga està dirigida per Xisco Estarellas, net del fundador i representant de la tercera generació familiar.
L'establiment conserva elements arquitectònics i decoratius característics dels comerços de la dècada de 1970. A la façana destaquen grans vitrines d'època, construïdes amb fusta, vidre i marbre. A l'interior, un banc circular situat al centre de la botiga constitueix un element distintiu, combinant funcionalitat i estil retro. La botiga està especialitzada en la venda de calçat estacional, prioritzant productes de qualitat fabricats a Mallorca.

## Trajectòria històrica

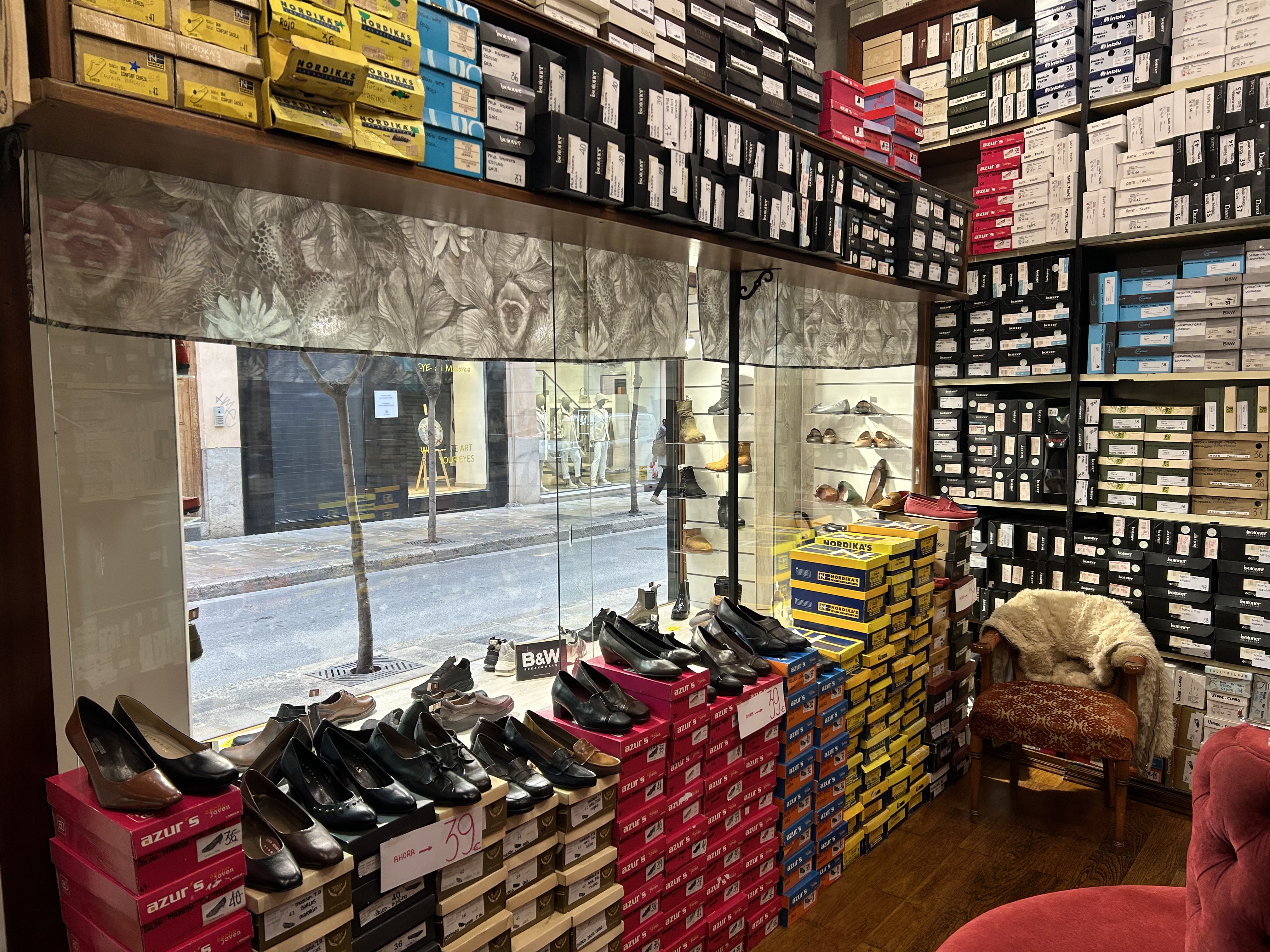
Interior Calçats Estarelles (Palma)

Al llarg dels anys, ha mantingut la seva essència, oferint calçats de qualitat fabricats a Mallorca. Tot i les diverses crisis econòmiques, l'establiment ha sobreviscut sense perdre la seva identitat. A més, és coneguda per oferir una àmplia gamma de talles, incloent-hi números grans per a dones, cosa poc comuna en altres botigues. A partir dels anys 60, amb l'auge del turisme a les illes, el local va experimentar una gran demanda per part de visitants internacionals. La reina Victoria Eugenia els va encarregar unes sabates de fantasia, plens de pedreria.
Històricament, la botiga va destacar per adaptar-se a les necessitats del seu entorn. Per exemple, facilitava el pagament a terminis a les placeres de la plaça Major i oferia la possibilitat de comprar una sola sabata al 50% del preu del parell, una pràctica pensada per a persones amb mobilitat reduïda.
És un exemple de comerç familiar i de proximitat que ha sabut adaptar-se als canvis sense perdre la seva essència, contribuint al teixit comercial i històric del centre de Palma.
El 24 de juliol de 2024 (resolució núm. 7460, Ajuntament de Palma) el manté com a Comerç Emblemàtic (categoria 1A) en l'aprovació del Catàleg d'establiments emblemàtics de 2024, en què és donat d’alta el 2018.